# Siras Academy
Siras Academy er en del af SIRAS, som er en privat sikkerhedskoncern beliggende i Danmark. Firmaet tilbyder danske sikkerhedsvagter et livvagtkursus målrettet det private marked.
Siras Academy påstår selv at de er det største privatejede akademi i Europa, og at man råder over et anlæg på 45.000 m² i Skandinavien[kilde mangler] til forskellige former for træning. Der findes også flere mindre træningsfaciliteter fordelt på andre geografiske områder.[kilde mangler] Akademiet ligger i Silkeborg og består af over 3.000 indendørs m²[kilde mangler] med skydesimulator, bygninger til CQB træning, køreareal mm. 